# Oxyothespis acuticeps
Oxyothespis acuticeps es una especie de mantis de la familia Mantidae.

## Distribución geográfica
Se encuentra en Angola y el Congo.